# ほっとけないよ
「ほっとけないよ」は1991年11月15日にリリースされた楠瀬誠志郎10枚目のシングル。

## 解説
TBS系ドラマ『ADブギ』主題歌。
本楽曲、「君と歩きたい」（1992年5月21日発売、共同石油CMソング・日本テレビ系アニメ『ヨーヨーの猫つまみ』主題歌）、「しあわせまだかい」（1994年6月1日発売、TBS系ドラマ『ぽっかぽか』主題歌）のシングル3曲が楠瀬における“恋愛3部作”という位置づけになっている。
本楽曲発売後、同年12月に発売されたベスト・アルバム『さよなら、また明日』にリミックス・ヴァージョン収録。カップリング曲「ありがとう」はアルバム『数千の星』からのシングルカット。
楠瀬本人によると、本楽曲は当初『ADブギ』に出演したダウンタウンの浜田雅功が歌う構想があったとのことで、楠瀬の他の曲に比べ、本楽曲のキーが全体的に高いのは、浜田の声に合わせて作られたためである。ADブギの主題歌のコンペには本曲の他もう1曲用意しており、楠瀬によると、自分の中では本曲ではないもう一方の曲が本命だったという。2010年11月8日、そのダウンタウンが司会者のフジテレビ系の音楽番組『HEY!HEY!HEY! MUSIC CHAMP』に出演、本楽曲を披露した。

## 発売後
2007年から2008年にかけ放送されたフジテレビ系深夜バラエティ番組『ゲームセンターCX』第7シーズン内のコーナー「ゲーム&ウオッチ・ほっ時計ないよ」にて、よゐこの有野晋哉扮する有野課長が、この曲に合わせて手を突き出し開いてはグッと懐で閉じる振りで踊った。

## 収録曲
全作曲：楠瀬誠志郎
1. ほっとけないよ
  - 作詞：並河祥太／編曲：楠瀬誠志郎
2. ありがとう
  - 作詞：松尾由紀夫／編曲：武部聡志・楠瀬誠志郎